# Kania czarna
Kania czarna, kania brunatna (Milvus migrans) – gatunek dużego ptaka z rodziny jastrzębiowatych (Accipitridae), zamieszkujący Eurazję, Afrykę i Australazję.

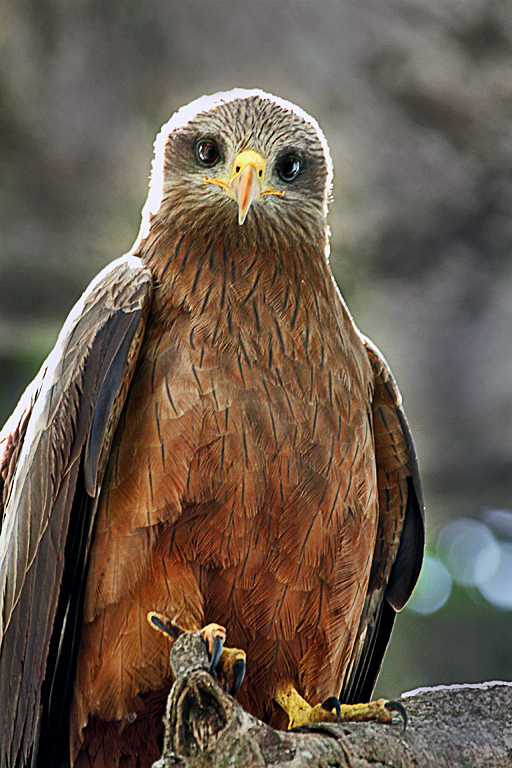
Kania egipska Milvus migrans aegyptius

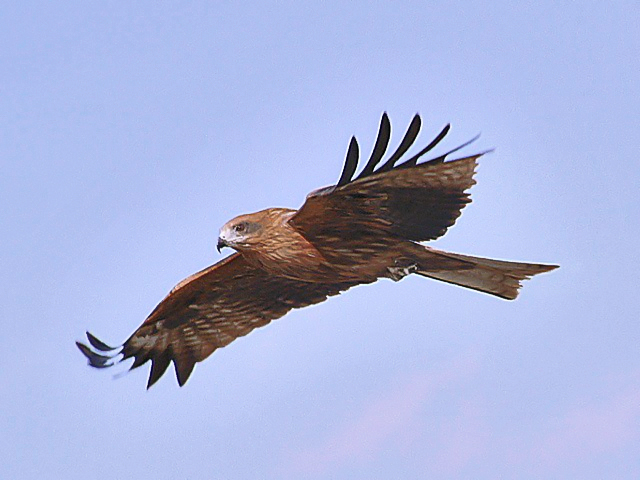
Kania syberyjska Milvus migrans lineatus

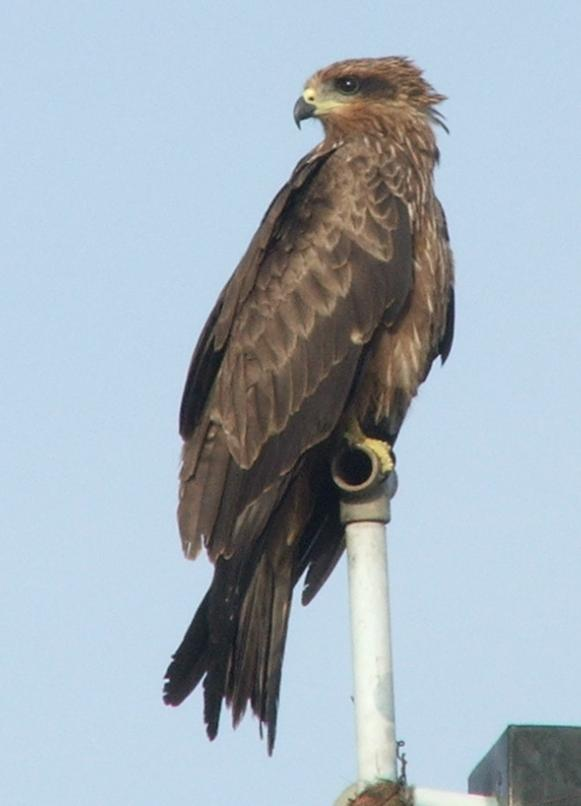
Milvus migrans govinda

## Podgatunki i zasięg występowania
Wyróżnia się najszerszym zasięgiem wśród ptaków szponiastych. Zamieszkuje w zależności od podgatunku:
- kania czarna (Milvus migrans migrans) – Europa (poza północną częścią), zachodnia Azja aż po zachodni Pakistan, północno-zachodnia Afryka, Wyspy Zielonego Przylądka. Na kontynencie europejskim najliczniej występuje w Rosji, Francji i Hiszpanii. Jest ptakiem wędrownym – przyloty odbywa od marca do maja, a odloty od sierpnia do września. Zimuje głównie na południe od Sahary.

W Polsce bardzo nieliczny ptak lęgowy niżu (w latach 2013–2018 populację szacowano na 600–1000 par lęgowych), występuje głównie w pasie pojezierzy zachodniej części kraju (Wielkopolska, Pomorze Zachodnie, w części Dolnego Śląska) oraz na Mazurach. W pozostałych regionach kraju występuje w rozproszeniu.
- kania syberyjska (Milvus migrans lineatus) – od Uralu przez Syberię po rosyjski Daleki Wschód i Japonię, na południe po północne Indie, północną Mjanmę i północne Chiny oraz archipelag Riukiu. Zimuje na południu kontynentu – południowy Irak, południowe Indie i Azja Południowo-Wschodnia.
- Milvus migrans govinda – od wschodniego Pakistanu na wschód przez Indie, Sri Lankę po południowe Chiny (Junnan), Indochiny i Półwysep Malajski.
- Milvus migrans formosanus – wyspy Tajwan i Hajnan.
- Milvus migrans affinis – wyspy Celebes i Buru, Małe Wyspy Sundajskie, wschodnia Nowa Gwinea, Australia.

Taksony o niepewnej pozycji systematycznej, czasami wyodrębniane w osobny gatunek Milvus aegyptius:
- kania egipska (Milvus migrans aegyptius) – Egipt i wschodnia Afryka aż po Kenię, południowo-zachodni Półwysep Arabski.
- Milvus migrans parasitus – Afryka na południe od Sahary, Komory i Madagaskar.

## Charakterystyka

### Cechy gatunku
Obie płci ubarwione jednakowo. Grzbiet ciemnobrunatny, może robić wrażenie czarnego, ale nigdy rudego; spód nieco jaśniejszy. Głowa jaśniejsza od tułowia, drobno kreskowana. Ogon nieznacznie wcięty (w przeciwieństwie do kani rudej, której ogon jest mocno rozwidlony i dłuższy) – brunatny i drobno prążkowany. Dziób żółty z czarną końcówką, nogi żółte. Na pokrywach naskrzydłowych widać rozjaśnienia, które w locie widać jako jasne pasy na wierzchu skrzydeł. Od spodu są szare i pola na częściach skrzydłowych są słabo skontrastowane. W porównaniu z kanią rudą ma ciemniejsze upierzenie i relatywnie mniejsze skrzydła.
W locie kania czarna trzyma skrzydła płasko rozłożone i stale porusza ogonem na boki. Wcięcie w ogonie widać tylko w czasie lotu czynnego. Jednak gdy szybuje i sterówki są rozłożone na boki – nie widać go. Lata zwinnie, manewruje też palczasto zakończonymi skrzydłami.
Wielkością dorównuje myszołowowi, choć jest od niego smuklejsza i ma dłuższe skrzydła. Od kani rudej jest mniejsza.
Obok kań rudych należą do najbardziej społecznych ptaków szponiastych. Mogą tworzyć wspólnie duże grupy razem polujące i udające się na sen.

### Wymiary średnie
- długość ciała: 44–66 cm[2]
- rozpiętość skrzydeł: 120–153 cm[2]
- masa ciała: samce 630–928 g, samice 750–1080 g[2]

## Biotop
Preferuje brzegi lasów liściastych i mieszanych w pobliżu bagien i otwartych wód oraz przestrzeni, zwłaszcza dolin rzek. Większe skupiska kań czarnych widuje się nad wysypiskami śmieci lub w okolicach, gdzie roi się od mrówek i termitów. Ptak ten potrafił dostosować się do rozmaitych środowisk od półpustyń, obrzeży lasów tropikalnych po wybrzeża mórz i centra metropolii. Gdy warunki są ku temu korzystne, mogą tworzyć spore zagęszczenia w lokalnych populacjach. Tworzenie stad wynika zatem z towarzyskości tego ptaka. Poza sezonem lęgowym związane są z terenami, gdzie znajdują obfitość pokarmu. Nocują stadnie na drzewach.

## Okres lęgowy

### Toki
Po skojarzeniu się pary kań samica trzyma się przez cały czas okolic gniazda, samiec przynosi jej pokarm. To ptaki typowo monogamiczne, więc więzi łączące partnerów mogą pozostawać trwałe przez wiele sezonów.

### Gniazdo
Ulokowane w rozwidleniach bocznych konarów w koronach drzew, zwykle liściastych, w pobliżu wody. Gniazdo składa się z gałęzi, a wyścielone jest trawą i odpadkami napotkanymi w pobliżu, jak szmaty, papier czy sierść. Okres lęgowy zaczyna się w kwietniu. Budową zajmuje się głównie samiec.

### Jaja

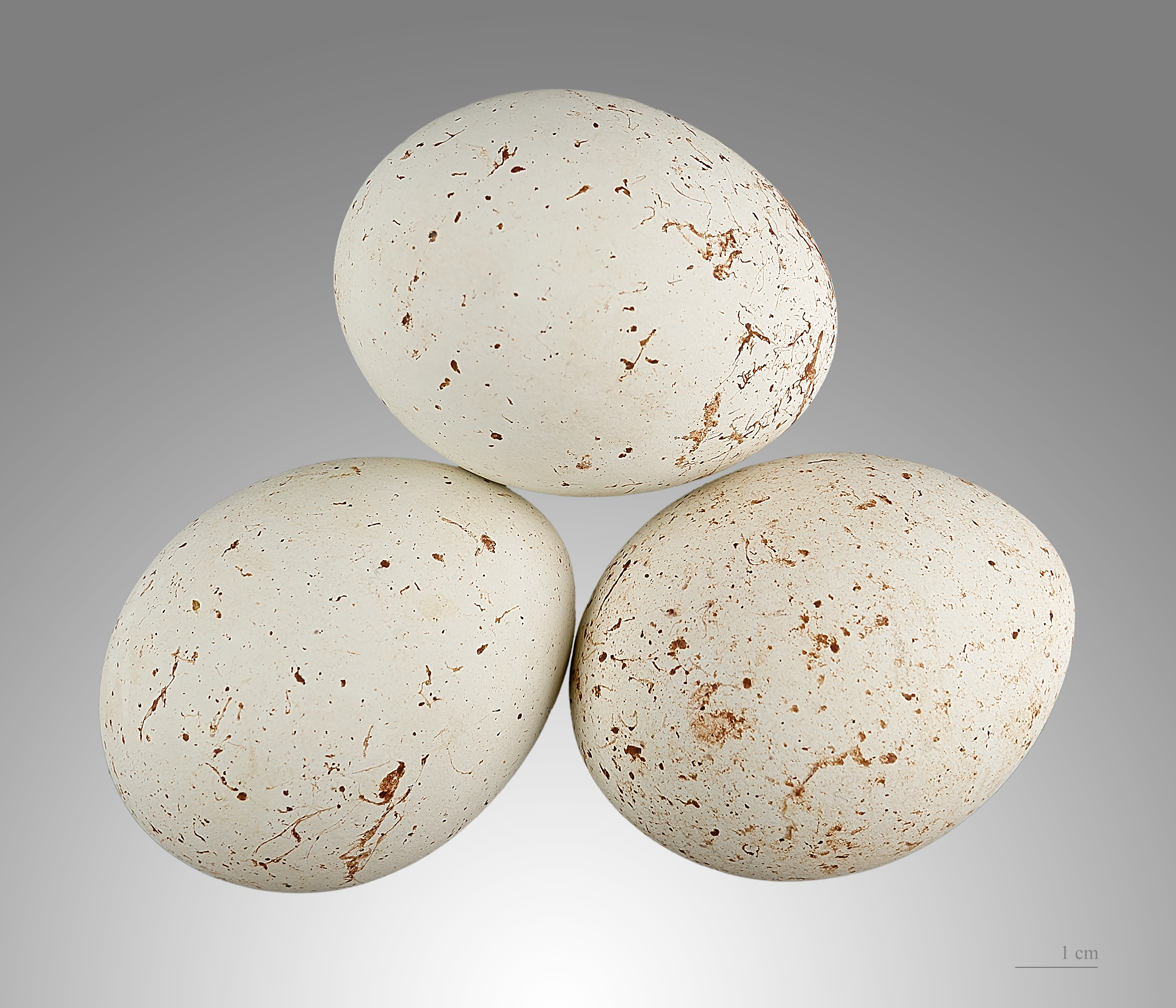
Jaja z kolekcji muzealnej

W ciągu roku wyprowadza jeden lęg. W klimacie umiarkowanym jaja składa w kwietniu lub maju. Zazwyczaj 2–3, wyjątkowo 4. Jaja są białe z brązowymi lub rdzawymi plamami.

### Wysiadywanie i dorastanie
Jaja wysiadywane są przez okres około 30 dni przez obydwoje rodziców, choć głównie przez samicę. Pisklęta – gniazdowniki – opuszczają gniazdo po około 45 dniach, po 6 tygodniach od wyklucia są już lotne. Gdy na danym terenie jest dużo pokarmu, to w okresie lęgowym tworzą kolonie, np. w Europie Środkowej w dolinie Renu.

## Pożywienie
Drobne kręgowce: gryzonie, ptaki, również gady, płazy, ryby (zwykle martwe lub ranne, a zwłaszcza ryby małych rozmiarów), ale też owady i dżdżownice. Chętnie żywi się padliną, najczęściej chorymi i śniętymi rybami zbieranymi często z powierzchni wody lub z brzegów zbiorników. Korzysta też z odpadków wyrzucanych przez rybaków oraz ubojnie. Może też polować na inne ptaki szponiaste. Dochodzi też do nękającego wydzierania ofiar innym gatunkom szponiastym. Zdobycz łapie na terenach otwartych i nad wodami.

## Status i ochrona
Jest to jeden z najpospolitszych ptaków szponiastych świata, być może najpospolitszy. W 2015 roku liczebność światowej populacji szacowano na 1,0–2,5 miliona dorosłych osobników (dotyczy populacji w szerszym ujęciu systematycznym, obejmującym podgatunki afrykańskie aegyptius i parasitus).
Międzynarodowa Unia Ochrony Przyrody (IUCN) uznaje kanię czarną za gatunek najmniejszej troski (LC – Least Concern). Globalny trend liczebności populacji uznawany jest za stabilny. Od 2020 roku IUCN traktuje kanię egipską (podgatunki aegyptius i parasitus) jako odrębny gatunek. Zalicza ją do kategorii najmniejszej troski, a trend jej liczebności uznaje za spadkowy.
W Polsce objęta ochroną gatunkową ścisłą, wymaga ochrony czynnej. Wokół gniazd kań czarnych obowiązuje strefa ochronna: przez cały rok w promieniu do 100 m, a okresowo (od 1.03 do 31.08) – w promieniu do 500 m od gniazda. Na Czerwonej liście ptaków Polski została sklasyfikowana jako gatunek bliski zagrożenia (NT – Near Threatened).
Kaniom czarnym grozi niszczenie naturalnych siedlisk, przede wszystkim dolin rzecznych, nad którymi szukają pokarmu. Tracą swe tereny lęgowe również przez wyrąb starych drzew w pobliżu wód, likwidację zabagnień i zadrzewień. Negatywnie też wpływa na nie rozwój rolnictwa. Na wielu stanowiskach notuje się spadki ich liczebności.

## Ciekawostki
Kania czarna rozwinęła strategię polowania z wypłaszaniem ofiar poprzez celowe wzniecanie pożarów. Ptak unosi płonące gałązki z istniejącego pożaru i porzuca je w miejscach bez pożaru, wzniecając go i wypłaszając ofiary.